# Teatro Jofre
El Teatro Jofre es un espacio teatral de titularidad municipal situado en la plaza de Galicia, en el barrio de La Magdalena, de Ferrol, España. Se lo considera uno de los referentes teatrales públicos de Galicia junto al Teatro Rosalía de Castro de La Coruña.

## Historia

### Primeros pasos
El teatro Jofre de Ferrol estuvo vinculado en sus orígenes con el Hospital de la Caridad de la ciudad, tanto en sus aspectos arquitectónicos como en su gestión, pues la institución benéfica se servía de las recaudaciones para financiar su labor. Los primeros pasos para la construcción del Teatro Jofre los dio Vicente Reguera Quiroga en 1862, al crear una sociedad anónima a la que se subscribieron algunos vecinos influyentes, entre ellos Justo Gayoso exalcalde de Ferrol y vocal de la Junta de Gobierno del Hospital de la Caridad. Gayoso también formaba parte de la Comisión que redactaba las normas para la construcción del futuro teatro y el Reglamento de la Junta Administrativa, cuya primera actuación fue la de encontrar un solar y elaborar los planos. Para ello, se adquirió un terreno en el barrio de La Magdalena y se solicitó al arquitecto provincial Faustino Domínguez Domínguez la elaboración de un proyecto, que, sin embargo, acabó siendo rechazado por resultar excesivamente caro por su lujo y monumentalidad.
En 1871 se aprueban los nuevos planos del teatro presentados por el arquitecto municipal Marcelino Sors Martínez, que recortaban la anchura del edificio, dejando un espacio en un lateral donde se pensaba construir un inmueble adosado de uso independiente. La inauguración oficial de las obras se produjo el 1 de enero de 1872 con la colocación de la primera piedra por el alcalde, con la presencia de las autoridades locales y de representantes de la Junta del Hospital de la Caridad.

### Paralización de las obras
En septiembre de 1874, debido a la escasez de fondos, las obras se paralizan y en 1878 el Ayuntamiento decide aportar fondos a cambio del solar anejo y su participación en la junta directiva. Un año después, el ingeniero de la Armada Andrés Avelino Comerma, substituye temporalmente a Sors que ha renunciado, y acomete un reformado proyecto que abarataba costes. La obra  prosiguió de la mano del arquitecto municipal de Ferrol, Patricio de Bolomburu y Latur, aunque, debido a los problemas económicos del Ayuntamiento, los trabajos volvieron a detenerse. En 1880 Bolomburu renunció a su plaza en Ferrol.

### Finalización del teatro
Con el fin de acabar la construcción del teatro, en 1884 se constituye una sociedad anónima, "Empresa constructora de un teatro en la ciudad de Ferrol", que decide dejar en manos de un particular la terminación del recinto.
En 1889, Joaquín Jofre y Maristany, un ferrolano enriquecido en Argentina, decide subscribir acciones de la empresa constructora y se compromete a enviar las aportaciones necesarias para finalizar el teatro, que le serán devueltas con los primeros beneficios. En agradecimiento, el Ayuntamiento resolvió la devolución a la sociedad del solar contiguo al teatro y que este llevase el nombre de su benefactor. En 1892, a causa de la crisis de la República Argentina de 1890, la familia Jofre no pudo seguir enviando el dinero prometido, por lo que ese mismo año se anuló el compromiso en escritura pública y las obras se detuvieron otra vez. Sin embargo, como lo que restaba para acabar el teatro no era mucho, un préstamo llegado "in extremis", por el que se hipotecaba el recinto y sus pertenecias, permitió la conclusión definitiva de las obras. El 19 de mayo de 1892 se inauguraba el teatro Jofre con la representación de la obra El alcalde de Zalamea a cargo de la compañía de Antonio Vico  y el divertimento cómico en un acto de Vital Aza El sueño dorado.
La construcción de la tramoya fue encargada en 1889 al maquinista y arquitecto  Egidio Piccoli, y la ornamentación de la sala al escenógrafo Giorgio Busato y al pintor Bernardo Bonardi.
En 1919 la junta de gobierno del Hospital de la Caridad decide vender el teatro, del que era su principal accionista, adquiriéndolo Isaac Fraga Penedo quien decide modificar la fachada. Aunque el interior del teatro estaba elegantemente ornamentado, su sobrio exterior restaba representatividad al edificio, por lo que en 1921 se ejecuta el proyecto encargado al arquitecto municipal Rodolfo Ucha Piñeiro que lo dotaría de una nueva fachada con rasgos modernistas y eclécticos, añadiéndole un porche con máscaras teatrales y adosando entre los huecos pilastras gigantes que abarcan la altura de fachada desde la primera planta, rematándola con pináculos. El mismo Ucha Piñeiro proyectaría también la remodelación de la plaza frente al teatro.
Finalmente, después de un periodo de consecutivas reformas que fueron desfigurando su decoración interior,  en 1994 el Ayuntamiento de Ferrol, con la colaboración de la Diputación de La Coruña y la Junta de Galicia, adquirió el edificio para su restauración.
El 5 de diciembre de 2001 comienzan las obras de rehabilitación del teatro. Acabados los trabajos, dirigidos por el arquitecto Rafael Baltar y un presupuesto de más de cuatro millones de euros, reabrió sus puertas en diciembre de 2005.